# Горчханов, Тамерлан Курейшевич
Тамерла́н Куре́йшевич Горчха́нов (ингуш. Горчхан-наькъан Къурейша воӀ Тамерлан; 1932, Ингушская автономная область, Северо-Кавказский край — 11 декабря 1994, Назрань, Ингушетия) — советский и российский врач-травматолог, министр здравоохранения и социальной защиты Республики Ингушетия.

## Биография
Тамерлан Курейшевич Горчханов родился в 1932 году в [где?] Ингушской автономной области Северо-Кавказского края, ныне Республика Ингушетия. По национальности ингуш. По некоторым данным происходил из общества Орстхой.
В детстве вместе с семьёй был депортирован 23 февраля 1944 года в Казахскую ССР, в ссылке потерял родителей.
Окончил Карагандинский медицинский институт.
С 1960 года работал травматологом в Назрановском районе Чечено-Ингушской АССР, быстро стал заведующим отделением, потом – заместителем главного врача больницы.
Работал в Курганском научно-исследовательском институте экспериментальной и клинической ортопедии и травматологии (КНИИЭКОТ) под руководством академика Гавриила Абрамовича Илизарова.
Работал долгое время в Грозном. Позднее возглавлял республиканскую поликлинику, был главным врачом Назрановской клинической больницы.
С 20 августа 1994 года — министр здравоохранения и социальной защиты Республика Ингушетия, в этой должности он успел проработать около трех с половиной месяцев.
11 декабря 1994 года преградил путь колонне танков российских войск, направлявшихся к столице Чеченской Республики Ичкерия городу Грозному, поставив свой автомобиль поперек автодороги и взывая к миру и гуманизму, призывал российских военных остановиться. Он был избит военными и брошен на обочину дороги, а левый бок машины был повреждён танками, проследовавшими к Грозному. У Горчханова случился обширный инфаркт миокарда. До больницы его довезти не успели. Похоронен в тот же день. Т. К. Горчханов стал одной из первых невинных жертв Первой чеченской войны.

## Память
В память о Т. К. Горчханове в центре села Махкеты Веденского района Чеченской Республики построена и в 2017 открыта средневековая чечено-ингушская боевая башня — «Башня Тамерлана». Общая высота башни — 22 метра. Ширина у основания — 7 метров. На 6 этажах башни размещены экспозиции различных исторических эпох. Строительные работы производились под руководством Далхада Исалдибирова. Инициатор строительства кандидат исторических наук Саид-Хамзат Нунуев.

## Семья
Был женат, четверо детей:
Дочь Тамара Горчханова (род. 1959), главный врач ГБУЗ «Городская поликлиника», г. Назрань
Сын Магомед (1964—1992), погиб во время осетино-ингушского конфликта. 31 октября 1992 года был взят в заложники возле общежития мединститута вместе с сокурсником и другом Мустафой Цолоевым и убит.
Сын Беслан
Сын (род. 1984)